# Tanzania i olympiska sommarspelen 1980
Tanzania deltog i de olympiska sommarspelen 1980 med en trupp bestående av 41 deltagare. De erövrade två silvermedaljer.

## Medaljer

### Silver
- Suleiman Nyambui - Friidrott, 5 000 meter
- Filbert Bayi - Friidrott, 3 000 meter hinder

## Boxning
Flugvikt
- Emmanuel Mlundwa 
  - första omgången — Besegrade Talal Elchawa (Syrien) efter att domaren stoppade matchen i andra omgången
  - andra omgången — Förlorade mot Hugh Russell (Irland) på poäng (5-0)

Bantamvikt
- Geraldi Issaick
  - första omgången — Bye
  - andra omgången — Besegrade Jorge Monar (Ecuador) på poäng (3-2)
  - tredje omgången — Besegrade Ganapathy Manoharan (Indien) efter att domaren stoppade matchen i andra omgången
  - kvartsfinal — Förlorade mot Juan Hernández (Kuba) efter att domaren stoppade matchen i första omgången

Fjädervikt
- Issack Mabushi
  - första omgången — Bye
  - andra omgången — Förlorade mot Barri McGuigan (Irland) efter att domaren stoppade matchen i tredje omgången

Lättvikt
- Omari Golaya
  - första omgången — Besegrade Kalervo Alanenpää (Sverige) på poäng (5-0)
  - andra omgången — Förlorade mot Kazimierz Adach (Polen) på poäng (0-5)

Lätt weltervikt
- William Lyimo
  - första omgången — Bye
  - andra omgången — Besegrade Khast Jamgan (Mongoliet) på poäng (5-0)
  - kvartsfinal — Förlorade mot Anthony Willis (Storbritannien) efter knock-out i tredje omgången

Lätt mellanvikt
- Leonidas Njunwa
  - första omgången — Bye
  - andra omgången — Besegrade to Imad Idriss (Syrien) efter diskvalificering i tredje omgången
  - kvartsfinal — Förlorade mot Detlef Kästner (Östtyskland) på poäng (5-0)

Tungvikt
- William Isangura
  - första omgången — Förlorade mot Grzegorz Skrzecz (Polen) efter att domaren stoppade matchen i första omgången

## Friidrott
Herrarnas 100 meter
- David Lukuba
  - Heat — 10,74 (→ gick inte vidare)

- Mwalimu Ali
  - Heat — 10,86 (→ gick inte vidare)

Herrarnas 200 meter
- David Lukuba
  - Heat — 21,76 (→ gick inte vidare)

- Mwalimu Ali
  - Heat — 21,83 (→ gick inte vidare)

Herrarnas 800 meter
- Musa Luliga
  - Heat — 1:49,6
  - Semifinal — 1:51,5 (→ gick inte vidare)

Herrarnas 5 000 meter
- Suleiman Nyambui
  - Heat — 13:45,4
  - Semifinal — 13:30,2
  - Final — 13:21,6 (→  Silver )

- Zakariah Barie
  - Heat — 13:49,4
  - Semifinal — 13:44,9 (→ gick inte vidare)

Herrarnas 10 000 meter
- Leodigard Martin
  - Heat — 30:33,4 (→ gick inte vidare)

- Suleiman Nyambui
  - Heat — did not finish (→ gick inte vidare)

- Zakariah Barie
  - Heat — did not finish (→ gick inte vidare)

Herrarnas maraton
- Emmanuel Ndiemandoi
  - Final — 2:16:47 (→ 14:e plats)

- Gidamis Shahanga
  - Final — 2:16:47 (→ 15:e plats)

- Leodigard Martin
  - Final — 2:18:21 (→ 23:e plats)

Herrarnas 3 000 meter hinder
- Filbert Bayi
  - Heat — 8:21,4
  - Semifinal — 8:16,2
  - Final — 8:12,4 (→  Silver )

Herrarnas spjutkastning
- Zakayo Malekwa
  - Kval — 71,58 m (→ gick inte vidare, 16:e plats)

Damernas 100 meter
- Nzaeli Kyomo
  - Heat — 11,77 (→ gick inte vidare)

Damernas 800 meter
- Mwinga Mwanjala
  - Heat — 2:05,2 (→ gick inte vidare)

- Lilian Nyiti
  - Heat — 2:11,1 (→ gick inte vidare)

Damernas 1 500 meter
- Mwinga Mwanjala
  - Heat — 4:20,9 (→ gick inte vidare)

## Landhockey
Herrar
| Lag           | Spelade | W | D | L | GF | GA | Poäng |
| ------------- | ------- | - | - | - | -- | -- | ----- |
| Spanien       | 5       | 4 | 1 | 0 | 33 | 3  | 9     |
| Indien        | 5       | 3 | 2 | 0 | 39 | 6  | 8     |
| Sovjetunionen | 5       | 3 | 0 | 2 | 30 | 11 | 6     |
| Polen         | 5       | 2 | 1 | 2 | 19 | 15 | 5     |
| Kuba          | 5       | 1 | 0 | 4 | 7  | 42 | 2     |
| Tanzania      | 5       | 0 | 0 | 5 | 3  | 54 | 0     |